# Walter Lang (pianist, 1896)
Walter Lang (Bazel, 19 augustus 1896 – Baden, 17 maart 1966) was een Zwitserse pianist, componist en muziekpedagoog.

## Biografie
Walter Lang ging naar de middelbare school en studeerde daarna aan het conservatorium van Basel bij Charlotte Schrameck en met Georg Haeser. Hij voltooide zijn pianostudies bij August Schmid-Lindner in München en Walter Frey in Zürich en zijn compositiestudies bij Émile Jaques-Dalcroze, Friedrich Klose en Volkmar Andreae. Hij werkte toen als muziekleraar aan het Jaques-Dalcroze Instituut in Genève, in Bazel en in Hellerau en van 1922 tot 1941 was hij pianodocent aan de Zürich University of the Arts. In deze periode trad hij ook op als solist, kamermusicus en begeleider. Als solist speelde hij voornamelijk pianowerken van Johann Sebastian Bach. Met de violist Walter Kägi en de cellist Franz Hindermann vormde hij het Lang-Trio, met de cymbaliste Touty Hunziker-Druey trad hij op als duo. De componist Gisella Selden-Goth wijdde een vierhandige versie van hun compositie Preludio e fuga.
Van 1942 tot 1948 werkte Walter Lang als pianist en dirigent in het atelier van de Landessender Monte Ceneri in Lugano, daarna ging hij terug naar Zürich. Hij begeleidde pianoklassen aan de Muziekacademie van Zürich, de Muziekacademie van de stad Bazel en het Berner Conservatorium.
Walter Lang componeerde meer dan 100 werken, waarvan 75 met opusnummers. Onder zijn composities bevinden zich etudes en studiewerken voor piano, die ook aan artistieke eisen voldoen, evenals vocale en instrumentale composities van verschillende muziekgenres tot een twaalftoonsrij. De journalist Hans Ehinger beschreef hem als een meester van de kleine vorm.
Hij bracht de laatste jaren van zijn leven door in Wettingen.

## Overlijden
Walter Lang overleed in maart 1966 op 69-jarige leeftijd.